# Parkanlage Haugerstraße

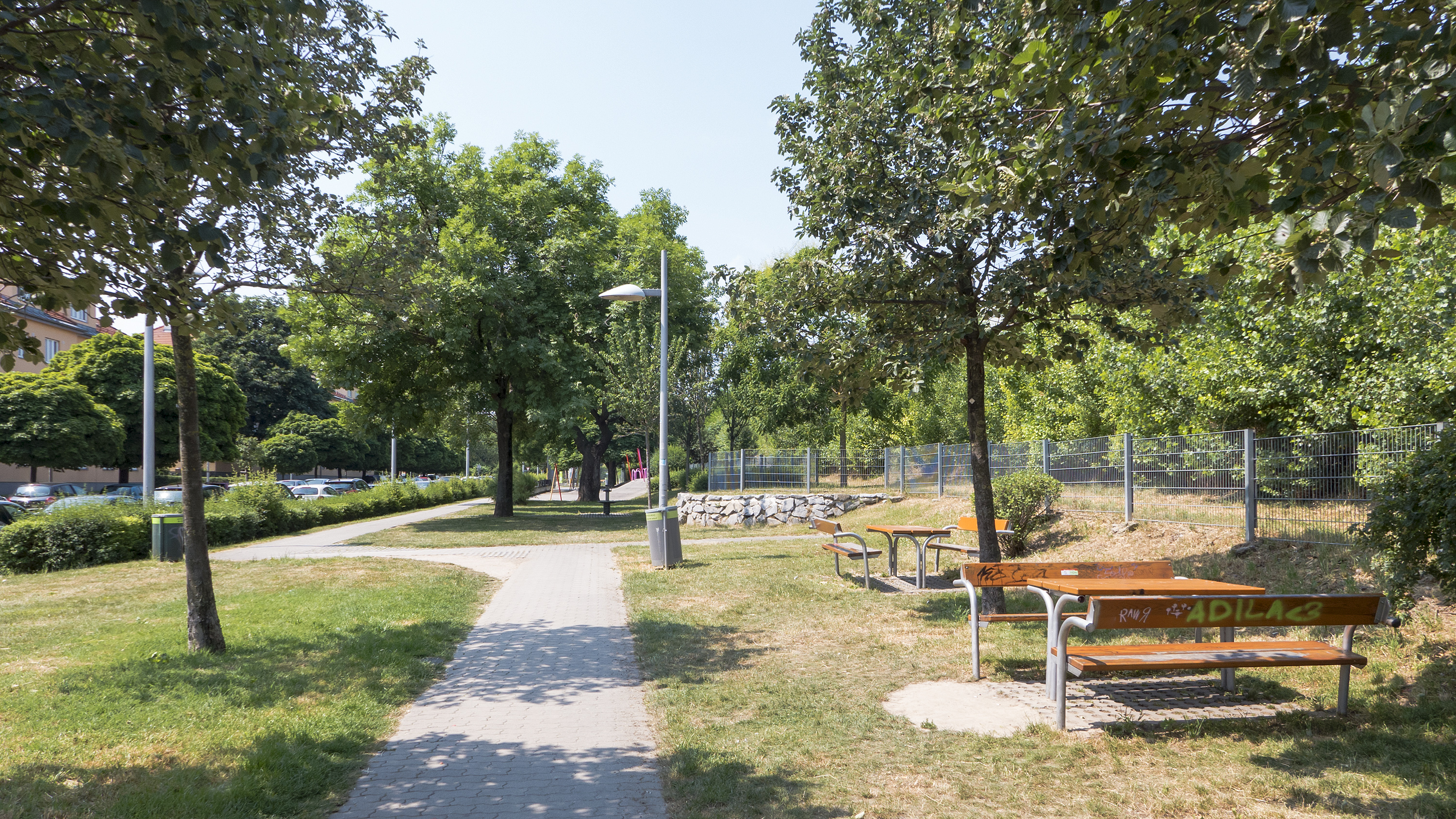
Haugerpark (2015)

Die Parkanlage Haugerstraße, umgangssprachlich auch Haugerpark genannt, ist ein Wiener Park in Simmering.

## Beschreibung

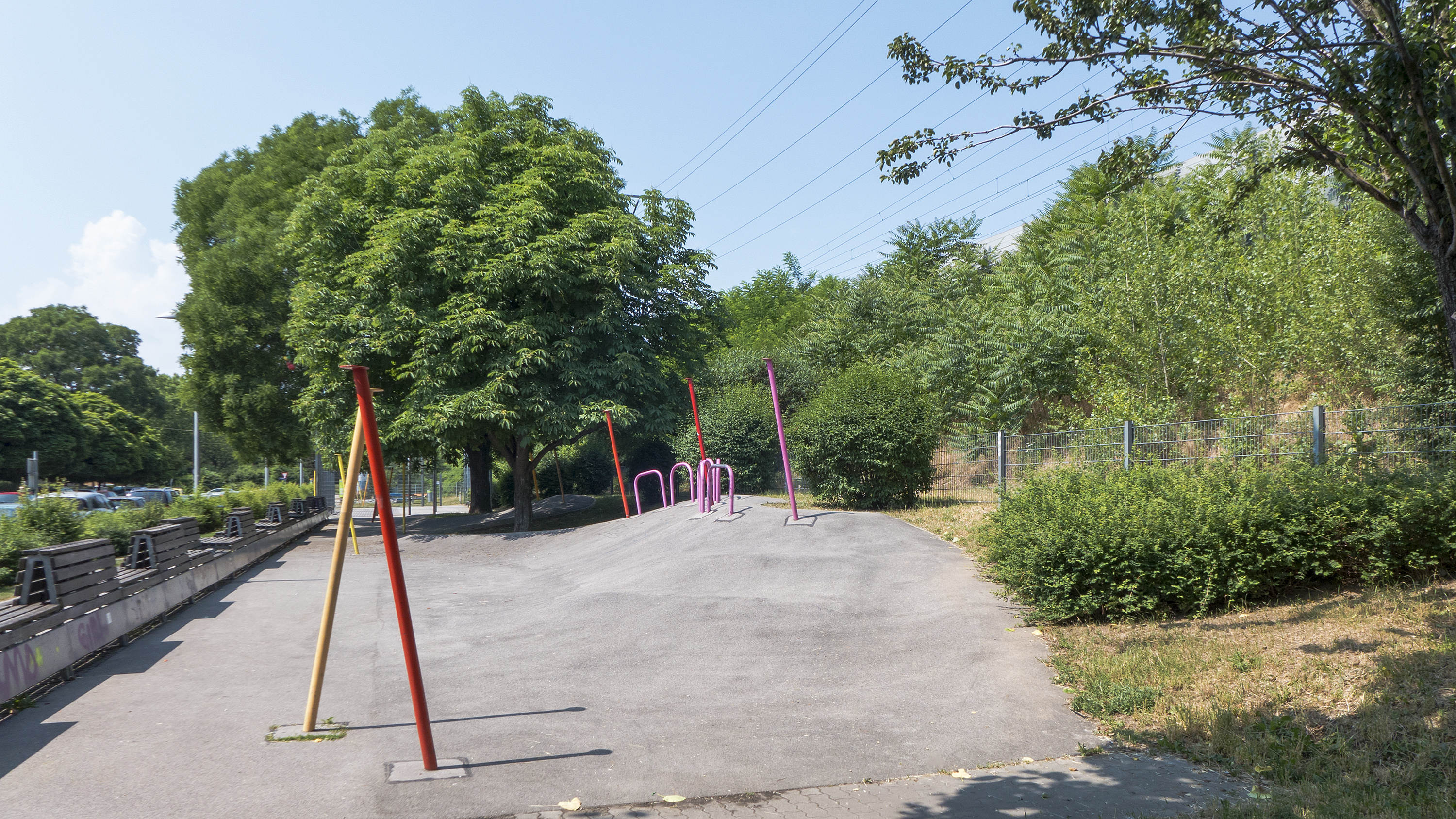
Endlosbank (links) und Skatefläche im Haugerpark (2015)

Die Parkanlage Haugerstraße ist eine insbesondere für Jugendliche konzipierte Parkanlage im Bezirksteil Simmering. Sie ist ca. 3000 m² groß und streifenförmig angelegt. Sie wurde im Jahr 2003 nach der Fertigstellung der U3-Station durch die Landschaftsplanerin Marija Kirchner neu gestaltet und liegt zwischen der S-Bahn und der Haugerstraße. Sie verfügt neben altem Baumbestand über eine 42 Meter lange Endlosbank und herkömmliche Sitzmöglichkeiten sowie viel Asphaltfläche, die zum Skateboardfahren einlädt. Darüber hinaus hat sie einen Basketballplatz, einen Trinkbrunnen und eine Hundezone.